# Lendak
Lendak este o comună slovacă, aflată în districtul Kežmarok din regiunea Prešov, pe malul râului Biela⁠(d). Localitatea se află la altitudinea de 744 m deasupra n.m., se întinde pe o suprafață de 19,66 km2 și în 2017 număra 5.269 de locuitori.

## Istoric
Localitatea Lendak este atestată documentar din 1288.

## Demografie
| An:                | 1994 | 2004    | 2014    | 2024   |
| ------------------ | ---- | ------- | ------- | ------ |
| Număr de persoane: | 4018 | 4628    | 5153    | 5634   |
| Diferență:         |      | +15,18% | +11,34% | +9,33% |

| An:                | 2023 | 2024   |
| ------------------ | ---- | ------ |
| Număr de persoane: | 5567 | 5634   |
| Diferență:         |      | +1,20% |